# Iesu Communio
Iesu Communio es un instituto religioso católico contemplativo fundado en el arzobispado de Burgos el 8 de diciembre de 2010, por la religiosa clarisa burgalesa Sor Verónica. Las hermanas del instituto religioso viven en comunión con Dios, dedicadas a la vida contemplativa y a la evangelización.

## Historia

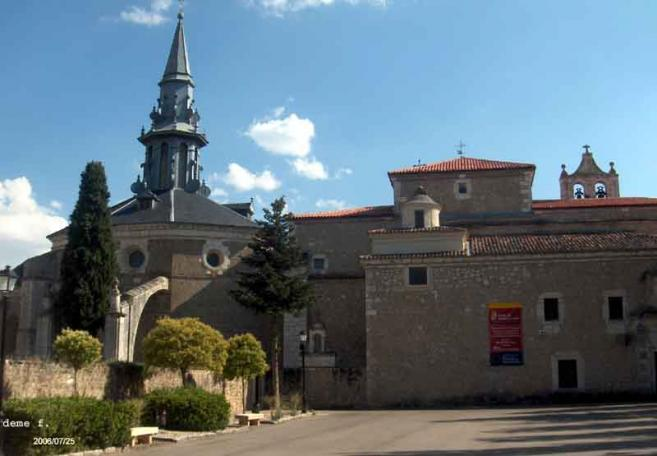
Monasterio de La Aguilera (Burgos).

### Antecedentes y fundación
La actual comunidad de Iesu Communio tiene su origen en la comunidad de Hermanas clarisas de Lerma. En 1984 ingresó en esta comunidad de clarisas María José, de 18 años de edad, con el nombre de sor Verónica. La joven, que profesaría en 1990, atrajo nuevas vocaciones al convento. Sor Verónica acabaría por formar una comunidad aparte con un carisma diferenciado.

### Crecimiento
Como el convento de Lerma se quedó pequeño ante la gran cantidad de postulantes, logró que los franciscanos le cedieran el monasterio de La Aguilera, contiguo al santuario y a la tumba de san Pedro Regalado. Debido a que otra comunidad seguía residiendo en Lerma, solicitaron autorización a la Congregación para los Institutos de Vida Consagrada para poder ser una única Comunidad en dos sedes diferentes, una sola abadesa y una única casa de formación.

"...algo estaba naciendo. Bebíamos de San Francisco y de Santa Clara, pero también de los Padres de la Iglesia, de los santos, de los maestros y teólogos de la Iglesia y, por supuesto, del Magisterio, muy especialmente el de los Papas Juan Pablo II y Benedicto XVI, a quienes amamos entrañablemente. Muchas de nosotras hemos sentido la llamada a la consagración en las Jornadas Mundiales de la Juventud..."
Nota informativa de la comunidad de Hermanas de Lerma-La Aguilera"

«...Este Dicasterio ha considerado atentamente su solicitud del pasado 15 de mayo, de poder seguir constituyendo una única Comunidad residiendo las Monjas en dos casas distintas: el Santuario de San Pedro Regalado en La Aguilera y el monasterio de la Ascensión del Señor, en Lerma. En efecto, habiendo aumentado grandemente el número de las Hermanas en esa Comunidad contemplativa claustral, la mayor parte de las Monjas debiera trasladarse a La Aguilera, que sería sede de la Abadesa, de la formación inicial y de la enfermería; mientras que un buen grupo continuaría en Lerma las actividades tradicionales del monasterio. Para dar inicio a esta nueva fase se ha elegido un momento fuerte y significativo: los ejercicios espirituales dirigidos por el Reverendo Padre Raniero Cantalamessa
, OFMCap., Predicador de la Casa Pontificia...»
Carta del Prefecto de la Congregación para los Institutos de Vida Consagrada y Sociedades de Vida Apostólica a la Abadesa de Lerma. (27.06.2009)

En 2010 se aprobaron las constituciones del nuevo instituto ad experimentum por cinco años. La madre Verónica María Berzosa fue reconocida como fundadora y confirmada como Superiora general del nuevo instituto. El nuncio Renzo Fratini y el cardenal Rouco Varela acompañaron al arzobispo de Burgos en la celebración eucarística que tuvo lugar el 12 de febrero de 2011 en la Catedral de Burgos cuando las 186 religiosas se adhieren formalmente al nuevo instituto.
El monasterio de la Ascensión de Nuestro Señor de Lerma fue abandonado por la comunidad en 2015, pues se trasladaron al monasterio de la Aguilera y en 2017 se abrió una nueva comunidad en Godella (Valencia), donde se trasladaron 50 hermanas. Esta nueva fundación se encuentra en un monasterio que había sido ocupado previamente por religiosas salesas.

## Carisma

### Actividades
Las hermanas de Iesu Communio se dedican en especial a la oración, especialmente en la adoración al Santísimo. También organizan vigilias y encuentros, especialmente con jóvenes. Sus fuentes de ingresos vienen de la elaboración de dulces, tarjetas de Navidad, así como donaciones y la venta de CD.

### Hábito
El hábito de la orden consiste en una túnica de tela vaquera, con un cíngulo blanco en la cintura, sandalias y, en épocas frías, un poncho de lana azul marino.